# Tornei di tennis femminili nel 1912
Prima della nascita del WTA Tour, ossia l'apertura alle tenniste professioniste dei tornei che prima di quell'anno erano riservati alle tenniste dilettanti, tutti gli eventi più importanti erano amatoriali, tra questi c'erano i tornei del Grande Slam: gli Australasian Championships, il Campionato francese di tennis, il Torneo di Wimbledon e gli U.S. National Championships.

## Gennaio
Nessun evento

## Febbraio
Nessun evento

## Marzo
Nessun evento

## Aprile
Nessun evento

## Maggio
Nessun evento

## Giugno
| Settimana | Torneo                                                                                  | Vincitore                                                                  | Finalista                                  | Semifinalisti | Eliminati ai quarti |
| --------- | --------------------------------------------------------------------------------------- | -------------------------------------------------------------------------- | ------------------------------------------ | ------------- | ------------------- |
| 10 giugno | World Hard Court Championships 1912 Saint-Cloud, Francia Terra rossa Singolare - Doppio | Marguerite Broquedis 6-3 0-6 6-4                                           | Mieken Rieck                               |               |                     |
| 10 giugno | World Hard Court Championships 1912 Saint-Cloud, Francia Terra rossa Singolare - Doppio |                                                                            |                                            |               |                     |
| 10 giugno | World Hard Court Championships 1912 Saint-Cloud, Francia Terra rossa Singolare - Doppio | Doppio misto: Anne de Borman Max Décugis 6-4 7-5                           | Mieken Rieck Heinrich Kleinschroth         |               |                     |
| 15 giugno | Kent Championships 1912 Beckenham, Gran Bretagna Singolare - Doppio                     | Winifred McNair 6-1 6-4                                                    | Dora Boothby                               |               |                     |
| 15 giugno | Kent Championships 1912 Beckenham, Gran Bretagna Singolare - Doppio                     |                                                                            |                                            |               |                     |
| 15 giugno | Kent Championships 1912 Beckenham, Gran Bretagna Singolare - Doppio                     | Doppio misto: Helen Aitchison< Charles Dixon Agnes Morton titolo condiviso |                                            |               |                     |
| 15 giugno | U.S. National Championships 1912 Filadelfia, USA Erba Singolare - Doppio                | Mary Browne 6-4, 6-2                                                       | Eleonora Sears                             |               |                     |
| 15 giugno | U.S. National Championships 1912 Filadelfia, USA Erba Singolare - Doppio                | Dorothy Green Mary Browne 6-2, 5-7, 6-0                                    | Maud Barger-Wallach Mrs. Frederick Schmitz |               |                     |
| 29 giugno | Pacific Coast Championships 1912 Santa Cruz, USA Cemento Singolare - Doppio             | Florence Sutton 6-3 6-3                                                    | Ethel Sutton                               |               |                     |
| 29 giugno | Pacific Coast Championships 1912 Santa Cruz, USA Cemento Singolare - Doppio             | Helen Baker Mrs H. Niemeyer 6-2 6-2                                        | Constance Davis Florence Sutton            |               |                     |
| 29 giugno | Pacific Coast Championships 1912 Santa Cruz, USA Cemento Singolare - Doppio             | Doppio misto: Florence Sutton Nathaniel Browne 6-0 6-0                     | Helen Baker Reuben Hunt                    |               |                     |

## Luglio
| Settimana | Torneo                                                                    | Vincitore                                             | Finalista                         | Semifinalisti | Eliminati ai quarti |
| --------- | ------------------------------------------------------------------------- | ----------------------------------------------------- | --------------------------------- | ------------- | ------------------- |
| 1º luglio | Southern Championships 1912 Atlanta, USA Singolare - Doppio               | Mrs J. Saunders Taylor 6-0 2-6 6-0                    | Irving Murphy                     |               |                     |
| 1º luglio | Southern Championships 1912 Atlanta, USA Singolare - Doppio               |                                                       |                                   |               |                     |
| 6 luglio  | Tennis ai Giochi della V Olimpiade Stoccolma, Svezia Singolare outdoor    | Marguerite Broquedis 4-6 6-3 6-4                      | Dora Köring                       |               |                     |
| 6 luglio  | Tennis ai Giochi della V Olimpiade Stoccolma, Svezia Singolare outdoor    |                                                       |                                   |               |                     |
| 6 luglio  | Tennis ai Giochi della V Olimpiade Stoccolma, Svezia Singolare outdoor    | Doppio misto: Dora Köring Heinrich Schomburgk 6-4 6-0 | Sigrid Fick Gunnar Setterwall     |               |                     |
| 7 luglio  | Middle States Championships 1912 Mountain Station, USA Singolare - Doppio | Alice Beard 5-7 6-4 6-2                               | Polly Sheldon                     |               |                     |
| 7 luglio  | Middle States Championships 1912 Mountain Station, USA Singolare - Doppio |                                                       |                                   |               |                     |
| 7 luglio  | Middle States Championships 1912 Mountain Station, USA Singolare - Doppio | Doppio misto: Mrs BC Edgar Lidley Dundam 6-3 3-6 6-4  | Mrs. R.B. Neff Spencer Miller Jr. |               |                     |
| 8 luglio  | Torneo di Wimbledon 1912 Londra, Gran Bretagna Erba Singolare             | Ethel Thomson 6-3, 6-1                                | Charlotte Cooper                  |               |                     |
| 9 luglio  | Tri-State Championships 1912 Cincinnati, USA Singolare - Doppio           | Majorie Dodd 0-1 ritiro                               | May Sutton                        |               |                     |
| 9 luglio  | Tri-State Championships 1912 Cincinnati, USA Singolare - Doppio           | Mary Browne Lous Moyes 6-3 6-3                        | May Sutton Emeline Touchard       |               |                     |
| 20 luglio | Western Championships 1912 Lake Forest, USA Erba Singolare - Doppio       | May Sutton 6-0 6-3                                    | Mary Browne                       |               |                     |
| 20 luglio | Western Championships 1912 Lake Forest, USA Erba Singolare - Doppio       | Carrie Neely May Sutton 6-1 6-3                       | Mary Browne Mrs Seymour           |               |                     |
| 29 luglio | Southern California Championships 1912 Long Beach, USA Singolare - Doppio | Ethel Bruce 6-1 6-1                                   | Alice Scott                       |               |                     |
| 29 luglio | Southern California Championships 1912 Long Beach, USA Singolare - Doppio |                                                       |                                   |               |                     |
| 29 luglio | Southern California Championships 1912 Long Beach, USA Singolare - Doppio | Doppio misto: Alice Scott Simpson Sinasbaugh 6-3 9-7  | Beatriz Burnham Mr. Noble         |               |                     |

## Agosto
| Settimana | Torneo                                                                          | Vincitore          | Finalista   | Semifinalisti | Eliminati ai quarti |
| --------- | ------------------------------------------------------------------------------- | ------------------ | ----------- | ------------- | ------------------- |
| 1º agosto | US Clay Court Championships 1912 Pittsburgh, USA Terra rossa Singolare - Doppio | May Sutton 6-4 6-2 | Mary Browne |               |                     |
| 1º agosto | US Clay Court Championships 1912 Pittsburgh, USA Terra rossa Singolare - Doppio |                    |             |               |                     |

## Settembre
| Settimana    | Torneo                                                                         | Vincitore                                              | Finalista                           | Semifinalisti | Eliminati ai quarti |
| ------------ | ------------------------------------------------------------------------------ | ------------------------------------------------------ | ----------------------------------- | ------------- | ------------------- |
| 2 settembre  | Niagara International 1912 Niagara-on-the-Lake, Canada Erba Singolare - Doppio | Mary Browne 6-2 7-5                                    | Dorothy Green                       |               |                     |
| 2 settembre  | Niagara International 1912 Niagara-on-the-Lake, Canada Erba Singolare - Doppio |                                                        |                                     |               |                     |
| 2 settembre  | Niagara International 1912 Niagara-on-the-Lake, Canada Erba Singolare - Doppio | Doppio misto: Mary Browne Gustave Touchard 6-4 2-6 7-5 | Dorothy Green Harold Johnson        |               |                     |
| 17 settembre | New Jersey State Championships 1912 Morristown, USA Erba Singolare - Doppio    | Mrs Charles N Beard 6-3 6-2                            | Miriam Steever                      |               |                     |
| 17 settembre | New Jersey State Championships 1912 Morristown, USA Erba Singolare - Doppio    |                                                        |                                     |               |                     |
| 27 settembre | Longwood Bowl 1912 Boston, USA Singolare - Doppio                              | Mary Browne 13-11, 6-4                                 | Eleonora Sears                      |               |                     |
| 27 settembre | Longwood Bowl 1912 Boston, USA Singolare - Doppio                              | Adelaide Browning Edna Wildey 3-6 6-2 6-4              | Mary Browne Louise Riddell Williams |               |                     |
| 27 settembre | Longwood Bowl 1912 Boston, USA Singolare - Doppio                              | Doppio misto: Dorothy Green Harold Johnson 6-2 3-6 6-3 | Marion Fenno G.P. Gardner           |               |                     |

## Ottobre
| Settimana | Torneo                                                                             | Vincitore                                                | Finalista           | Semifinalisti | Eliminati ai quarti |
| --------- | ---------------------------------------------------------------------------------- | -------------------------------------------------------- | ------------------- | ------------- | ------------------- |
| 5 ottobre | Welsh Covered Court Championships 1912 Llandudno, Gran Bretagna Singolare - Doppio | Mabel Parton 6-3 5-7 6-4                                 | Mrs Perrett         |               |                     |
| 5 ottobre | Welsh Covered Court Championships 1912 Llandudno, Gran Bretagna Singolare - Doppio |                                                          |                     |               |                     |
| 5 ottobre | Welsh Covered Court Championships 1912 Llandudno, Gran Bretagna Singolare - Doppio | Doppio misto: Mabel Parton Theodore Mavrogordato 6-1 6-3 | Mrs Perrett G. Watt |               |                     |

## Novembre
Nessun evento

## Dicembre
| Settimana   | Torneo                                                                    | Vincitore                                | Finalista                  | Semifinalisti | Eliminati ai quarti |
| ----------- | ------------------------------------------------------------------------- | ---------------------------------------- | -------------------------- | ------------- | ------------------- |
| 31 dicembre | New Zealand Championships 1912 Hastings, Nuova Zelanda Singolare - Doppio | Annie Gray 2-6 6-4 6-3                   | N. Hartgill                |               |                     |
| 31 dicembre | New Zealand Championships 1912 Hastings, Nuova Zelanda Singolare - Doppio | Annie Gray Eva Travers                   | Mrs Maddison Ruby Wellwood |               |                     |
| 31 dicembre | New Zealand Championships 1912 Hastings, Nuova Zelanda Singolare - Doppio | Doppio misto: N. Hartgill Geoff Ollivier | Eva Travers Francis Fisher |               |                     |

## Senza data
| Settimana                     | Torneo                                                                                   | Vincitore               | Finalista                 | Semifinalisti | Eliminati ai quarti |
| ----------------------------- | ---------------------------------------------------------------------------------------- | ----------------------- | ------------------------- | ------------- | ------------------- |
|                               | Torneo di Stratford-upon-Avon 1912 Stratford-upon-Avon, Gran Bretagna Singolare - Doppio | Elizabeth Ryan          | non conosciuta (bandiera) |               |                     |
| Elizabeth Ryan Ryan           | Torneo di Stratford-upon-Avon 1912 Stratford-upon-Avon, Gran Bretagna Singolare - Doppio |                         |                           |               |                     |
|                               | Torneo di Westcliff-on-Sea 1912 Westcliff-on-Sea, Gran Bretagna Singolare - Doppio       | Elizabeth Ryan          | non conosciuta (bandiera) |               |                     |
|                               | Torneo di Westcliff-on-Sea 1912 Westcliff-on-Sea, Gran Bretagna Singolare - Doppio       |                         |                           |               |                     |
|                               | Picardy Championships 1912 Compiègne, Francia Terra rossa Singolare - Doppio             | Suzanne Lenglen         | non conosciuta (bandiera) |               |                     |
| Suzanne Lenglen               | Picardy Championships 1912 Compiègne, Francia Terra rossa Singolare - Doppio             |                         |                           |               |                     |
|                               | Campionato francese di tennis 1912 Parigi, Francia Terra rossa Singolare - Doppio        | Jeanne Matthey 6–2, 7–5 | Marie D'Anet              |               |                     |
| Jeanne Matthey Daisy Speranza | Campionato francese di tennis 1912 Parigi, Francia Terra rossa Singolare - Doppio        |                         |                           |               |                     |
|                               | Engadine Championships 1912 St. Moritz, Svizzera Singolare - Doppio                      | Domini Crosfield        | non conosciuta (bandiera) |               |                     |
|                               | Engadine Championships 1912 St. Moritz, Svizzera Singolare - Doppio                      |                         |                           |               |                     |